# Berberis volcania
Berberis volcania är en berberisväxtart som först beskrevs av Paul Carpenter Standley och Steyerm., och fick sitt nu gällande namn av J. S. Marroquin och J. E. Laferriere. Berberis volcania ingår i släktet berberisar, och familjen berberisväxter. Inga underarter finns listade i Catalogue of Life.